# 大穆賴勒斯山

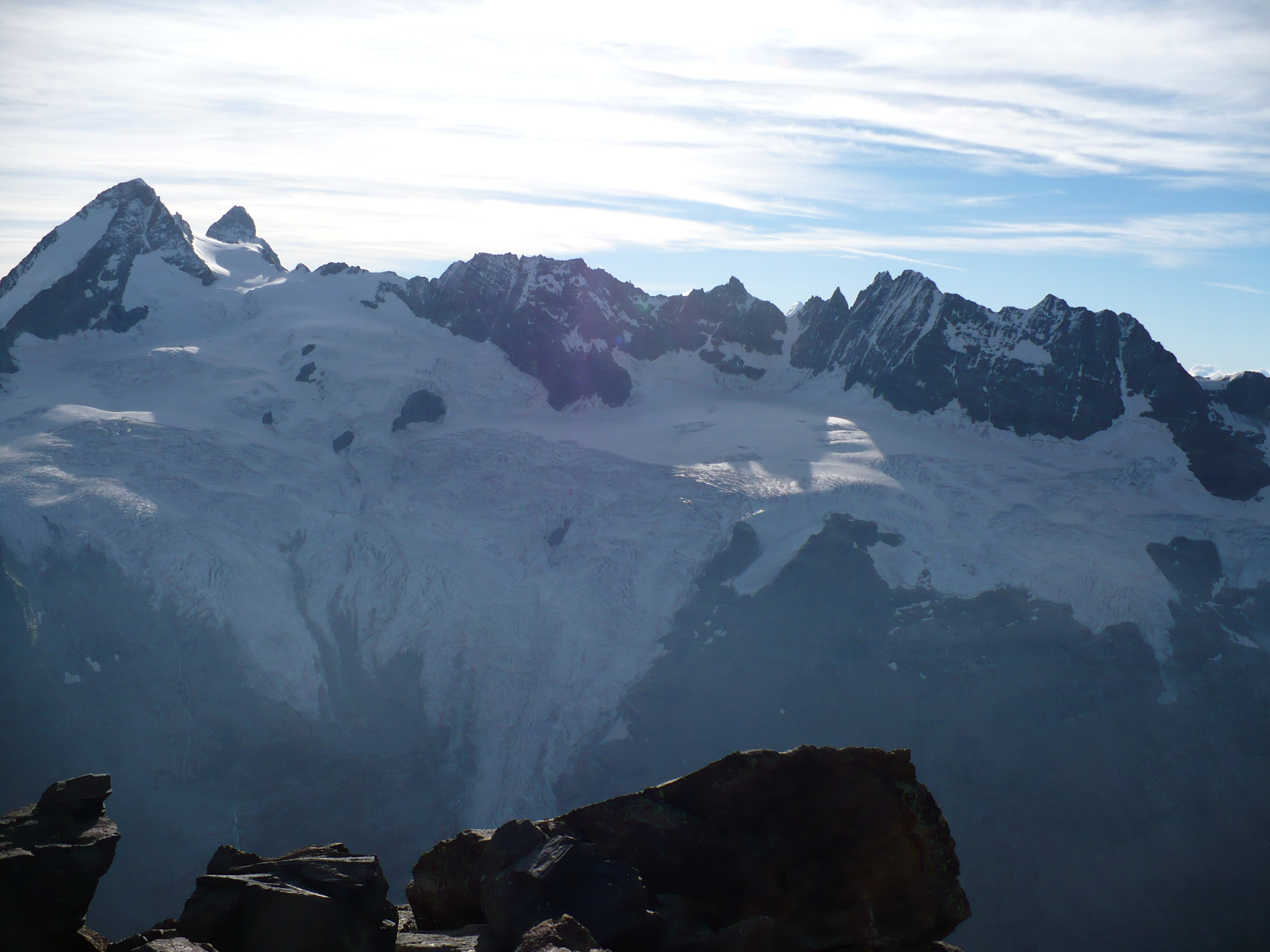

45°57′26″N 7°36′02″E / 45.95726°N 7.60067°E
大穆賴勒斯山（義大利語：Grandes Murailles），是意大利的山峰，位於該國西北部，由瓦萊達奧斯塔大區負責管轄，屬於本寧阿爾卑斯山脈的一部分，海拔高度3,906米。